# Eddy Vanhaerens
Eddy Vanhaerens (Torhout, 23 febbraio 1954) è un ciclista su strada belga professionista dal 1977 al 1988, vinse due tappe alla Vuelta a España.

## Carriera
Tra le sue vittorie nelle corse di un giorno vi sono il Gran Premio Raf Jonckheere e il Gran Premio di Hannut; nel 1982 fu secondo alla Gand-Wevelgem, e nello stesso anno vinse due tappe alla Vuelta a España.

## Palmares
- 1977

3ª tappa Volta Ciclista a Catalunya
- 1978

Londra-Holyhead
- 1979

Gran Premio Raf Jonckheere
- 1980

Gran Premio di Hannut
- 1982

Gran Premio di Denain
15ª tappa Vuelta a España
19ª tappa Vuelta a España
- 1983

Gran Premio Raf Jonckheere
Gullegem Koerse
- 1984

3ª tappa Volta Ciclista a Catalunya
Gran Premio Raf Jonckheere
- 1985

Halle-Ingooigem
Kampioenschap van Vlaanderen

## Piazzamenti

### Grandi Giri
- Vuelta a España

1982: 47°
1984: 81°